# Karl Lanjus von Wellenburg
Karl Lanjus von Wellenburg (ur. 9 maja 1856 w San Martino al Tagliamento, zm. 22 sierpnia 1913 w Puli) – oficer Kaiserliche und Königliche Kriegsmarine w stopniu wiceadmirała. 

## Życiorys
Do Cesarsko-Królewskiej Marynarki Wojennej wstąpił w 1874 roku. W latach 1891-1895 roku już jako kapitan marynarki (niem. Linienschiffsleutnant) prowadził zajęcia z takielunku i manewrów okrętowych w Akademii Marynarki w Fiume. W 1896 roku przeniesiony do służby na okrętach i odbywał rejsy na torpedowcu SMS „Sebenico“, a następnie na okręcie pancernym SMS „Prinz Eugen“. W 1900 roku w stopniu komandora podporucznika (niem. Korvettenkapitän) objął stanowisko zastępcy dowódcy Akademii Mamrynarki Kaiserliche und Königliche Kriegsmarine, wykładając jednocześnie prawo morskie. W latach 1902-1903 był dowódcą krążownika pancernopokładowego SMS „Szigetvár”. Następnie przez dwa lata był pracownikiem Wydziału Technicznego Departamentu Marynarki w Ministerstwie Wojny Austro-Węgier. W latach 1905-1907, w stopniu komandora (niem. Linienschiffskapitän), pełnił funkcję dowódcy pancerników „Monarch”, SMS „Árpád” i SMS „Erzherzog Friedrich”, na następnie dwóch okrętów szkoleniowych. 25 listopada 1908 roku został zastępcą szefa Wydziału Technicznego. W latach 1910-1912 dowodził II Dywizją Ciężką i był dowódcą eskadry na Morzu Śródziemnym. W 1912 roku objął stanowisko szefa Wydziału Technicznego Departamentu Marynarki. 27 kwietnia 1913 roku awansowany do stopnia wiceadmirała. Zginał w sierpniu 1913 roku, w wyniku wypadku do jakiego doszło podczas testu artyleryjskiego przeprowadzonego w bazie morskiej w Puli.   

## Odznaczenia
Odznaczenia adm. von Wellenburga to między innymi:
- Kawaler Orderu Korony Żelaznej III klasy
- Krzyż Zasługi Wojskowej
- Brązowy Medal Zasługi Wojskowej na czerwonej wstędze
- Medal Wojenny
- Medal Jubileuszowy Pamiątkowy dla Sił Zbrojnych i Żandarmerii
- Krzyż Jubileuszowy Wojskowy